# Diaphorostylus interruptus
Diaphorostylus interruptus är en tvåvingeart som beskrevs av James 1939. Diaphorostylus interruptus ingår i släktet Diaphorostylus och familjen vapenflugor. Inga underarter finns listade i Catalogue of Life.